# Flickan rår inte för det
Flickan rår inte för det (engelska: The Girl Can't Help It) är en amerikansk musikalisk komedifilm från 1956 i regi av Frank Tashlin. I huvudrollerna ses Jayne Mansfield, Tom Ewell, Edmond O'Brien, Henry Jones och Julie London.  

## Rollista
- Tom Ewell - Tom Miller
- Jayne Mansfield - Jerri Jordan
- Edmond O'Brien - Fats Murdock
- Julie London - sig själv
- Ray Anthony - sig själv
- Barry Gordon - Barry
- Henry Jones - Mousie
- John Emery - Wheeler
- Juanita Moore - Hilda
- Fats Domino - sig själv
- Little Richard - sig själv
- Eddie Cochran - sig själv
- The Platters - sig själva
- Gene Vincent - sig själv
- The Treniers - sig själva
- Eddie Fontaine - sig själv
- The Chuckles - sig själva
- Abbey Lincoln - sig själv
- Johnny Olenn - sig själv
- Nino Tempo - sig själv